# 시구식

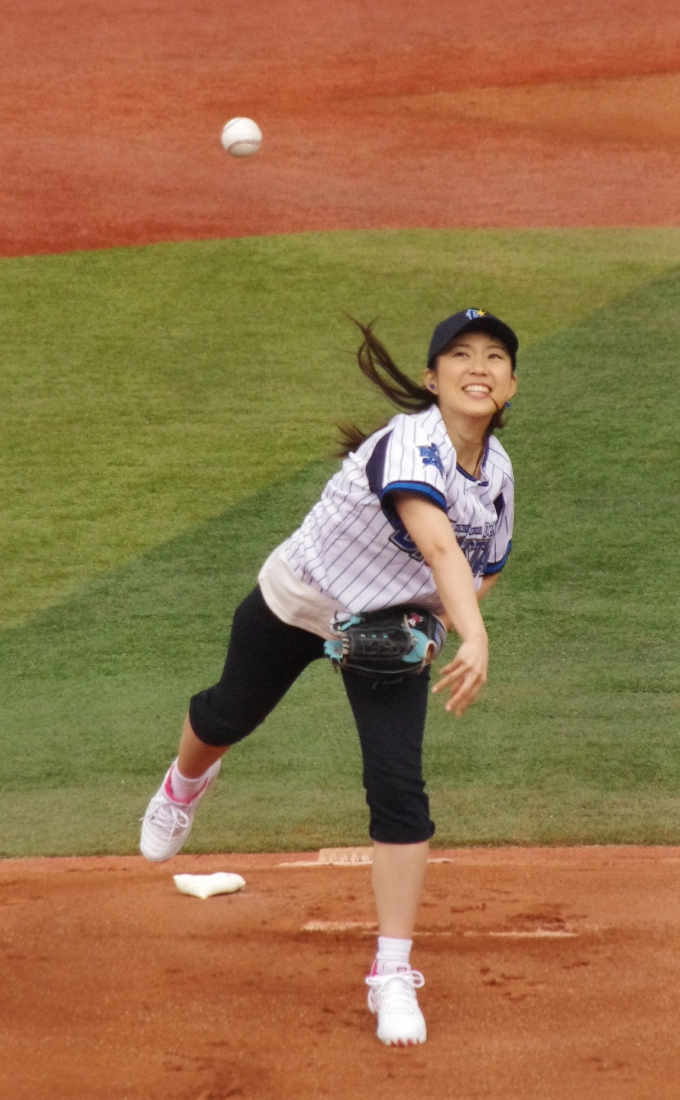
2012년 3월 24일 타카하타 유리코의 시구

시구식(始球式, 영어: ceremonial first pitch, CFP)은 야구의 경기 시작 전 행사이다. 주최자나 내빈, 연예인 등 현역 선수 이외의 인물이 투수 역을 맡아 마운드 또는 마운드 전방에서 포수에게 1구를 투구한다. 기본적으로 타석에 타자는 서지 않거나, 선다해도 헛스윙만 한다. 포수 역에는 경기에 출전하는 선수(혹은 감독 및 코치)가 한다.
최초의 시구식은 적어도 1890년 시작되었으며 당시 시구를 하는 사람들은 보통 주지사나 사회적으로 저명한 인물이었다.